# Assedio di Hulst (1645)
L'assedio di Hulst del 1645, detto anche terzo assedio di Hulst, fu un assedio combattuto presso la città di Hulst (attuali Paesi Bassi) dal 7 ottobre al 4 novembre 1645, nell'ambito della guerra degli ottant'anni. Il comando centrale dell'esercito spagnolo venne informato dell'assedio due giorni dopo l'inizio di questo. Attaccati da 15 000 uomini con 20 cannoni, gli spagnoli dovettero soccombere agli olandesi dopo 28 giorni di assedio.

## Storia

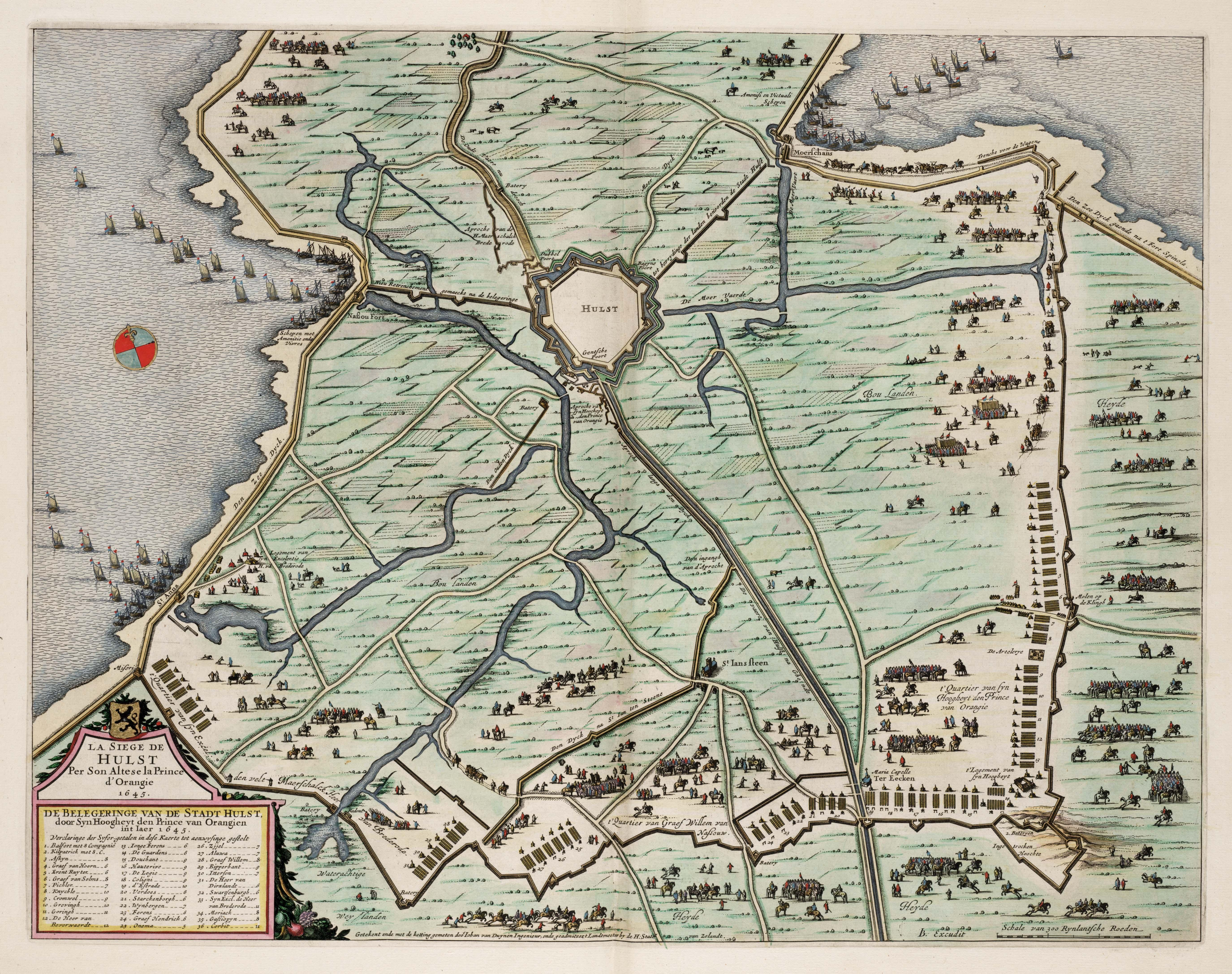
Mappa dell'assedio di Hulst

### Primo stadio
Nel primo stadio Federico comandava 4500 fanti e 5 pezzi d'artiglieria e si concentrò nell'attacco della parte est della città. Quando le forze olandesi raggiunsero quel punto delle mura cittadine, incontrarono un gruppo di 1500 soldati spagnoli. Le prime cannonate uccisero 100 uomini tra gli spagnoli ed in 10 giorni ne persero altri 1000 a fronte di 400 perdite per gli olandesi.

### Secondo stadio
Nel secondo stadio dell'assedio, Federico seppe del successo ottenuto nel lato est della città e per questo inviò 1000 cavalieri di rinforzo. Attaccò quindi il centro cittadino, mentre gli spagnoli con la loro cavalleria si concentravano sugli uomini del comandante olandese, subendo una pesante sconfitta quando gli olandesi tesero loro un'imboscata tra le vie cittadine. Dopo 28 giorni di pesante fuoco dell'artiglieria, il comandante spagnolo decise infine di siglare la resa

### Effettivi
Gli olandesi nell'assedio di Hulst persero 1500 fanti e 100 cavalieri a fronte dei 2000 fanti e 225 cavalieri persi dagli spagnoli.